# Cholerzyn
Cholerzyn – wieś w Polsce, położona w województwie małopolskim, w powiecie krakowskim, w gminie Liszki.
Położona jest w Obniżeniu Cholerzyńskim w obrębie makroregionu Brama Krakowska.
Leży w odległości 12,5 kilometra od Krakowa.
Pierwszy wpis o miejscowości pojawił się w roku 1402. W dokumencie zawarto informację o tym, że kasztelan krakowski Jan z Tęczyna zapisał swoim synom dobra ziemskie. Cholerzyn nosił wówczas nazwę Wola Morawicka vel Chorzelin.
W 1595 roku wieś położona w powiecie proszowskim województwa krakowskiego była własnością wojewodziców krakowskich: Gabriela, Andrzeja i Jana Magnusa Tęczyńskich. Wieś wchodziła w 1662 roku w skład hrabstwa tęczyńskiego Łukasza Opalińskiego. W latach 1954–1956 wieś należała i była siedzibą władz gromady Cholerzyn, po jej zniesieniu w gromadzie Kryspinów. W latach 1975–1998 w województwie krakowskim.
| SIMC    | Nazwa              | Rodzaj     |
| ------- | ------------------ | ---------- |
| 0325096 | Bory Cholerzyńskie | przysiółek |
| 0325073 | Chałupki           | część wsi  |
| 0325080 | Zagórze            | część wsi  |

Na części obszaru miejscowości znajduje się Zalew Na Piaskach, popularnie zwany Zalewem Kryspinowskim.
We wsi znajdują się dwie kapliczki przydrożne, murowane z połowy XIX w. Jedna z nich zawiera liczne rzeźby ludowe. W miejscowości funkcjonuje Szkoła im. bł. Matki Teresy z Kalkuty.

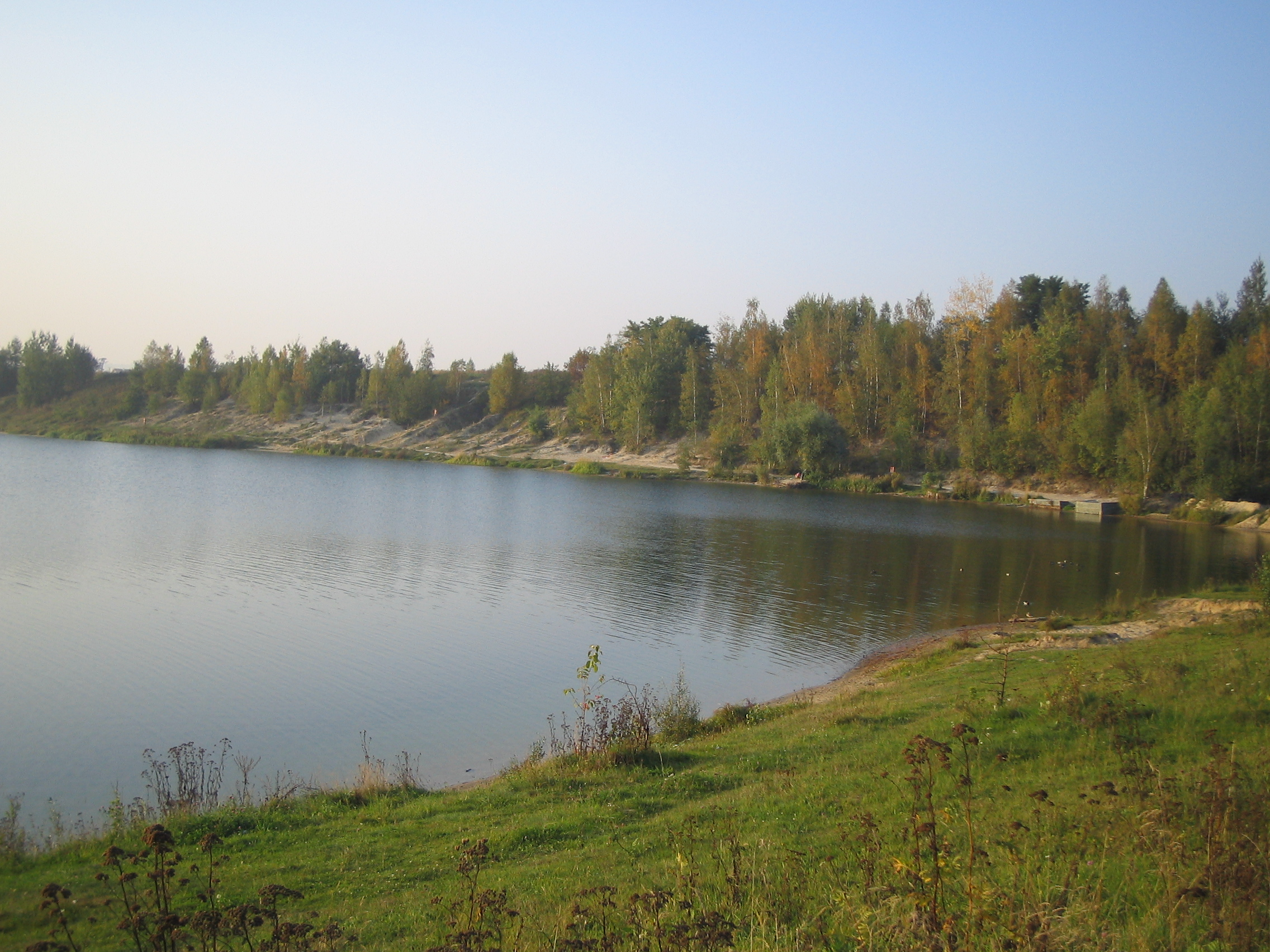
Zalew Na Piaskach zwany potocznie Kryspinowskim